# 五十嵐いづみ
五十嵐 いづみ（いがらし いづみ、本名: 清水 由紀子、1968年〈昭和43年〉11月16日 - ）は、日本の元女優。三菱石油（現：ENEOS）のイメージガールやテレビドラマ『少女コマンドーIZUMI』の主演などで活動した。

## 人物
東京都出身で、順心女子高等学校在学時に銀座で買い物をしているところを芸能事務所ビッグアップルの社員にスカウトされ、芸能界入りした。
1987年に『ビー・バップ・ハイスクール 高校与太郎行進曲』のヒロイン役で映画デビューし、映画公開とあわせて夏にシングル曲『スカイバレー』を歌いアイドル歌手としてデビューし、テレビの連続ドラマ『少女コマンドーIZUMI』（フジテレビ）で主演し、挿入歌の『エスケイプ!』もヒットした。
『少女コマンドーIZUMI』終了後もテレビドラマを中心に出演し、1991年度下期の朝の連続ドラマ『華の宴』で当時最年少のヒロインに抜擢された。同作で約4年ぶりで連続ドラマに主演した後も女優として活動したが、1990年代半ばにホリプロへ移籍した。その後、2001年に結婚したことを機に芸能界を引退している。

## 出演

### 映画
- ビー・バップ・ハイスクールシリーズ（東映） - 如月翔子（五中の鬼姫） 役
  - ビー・バップ・ハイスクール 高校与太郎行進曲（1987年）
  - ビー・バップ・ハイスクール 高校与太郎狂騒曲（1987年）
- 新宿純愛物語（1987年、東映） - 原田ユミ 役
- 公園通りの猫たち（1989年、東映） - リエ 役
- 風、スローダウン（1991年、東映） - 加納麻美 役

### オリジナルビデオ
- 無敵のブックメーカー オンブヤ（1994年）
- チンピラ仁義 極楽とんぼ（1994年）
- チンピラの遠吠え おぼえとけ! 極道修行編（1995年）
- TERRORS 一戸奈未 或る死神の肖像画 Painting（2001年） - 園山聡美 役

### テレビドラマ
- 少女コマンドーIZUMI（1987年11月5日 - 1988年2月18日、フジテレビ） - 主演・五条いづみ 役
- 教師びんびん物語（1988年4月4日 - 6月27日、フジテレビ） - 奥沢いずみ 役
- ニューヨーク恋物語（1988年10月13日 - 12月22日、フジテレビ） - 瀬尾さやか 役
- 火曜サスペンス劇場（日本テレビ）
  - 「幸福な朝食」（1988年12月27日）
  - 「事件記者」（1999年12月7日）
- ハロー!グッバイ（1989年4月14日 -  9月22日、日本テレビ） - 牧村とも子 役
- 男と女のミステリー「炎の挽歌」（1989年5月12日、フジテレビ）
- 花燃える日日 青春航路 炎の章（1990年2月、日本テレビ） - 里見律子 役
- ドラマチック22（TBS）
  - 「田舎のポリス物語」（1989年12月9日）
  - 「渋谷・青春坂・ラブホテル」（1990年2月17日）
- JOCX-TV PLUS「新入社員物語 オフィスティケイテッドレディース」（1990年4月1日、フジテレビ）
- 月曜ドラマスペシャル（TBS）
  - 「お局さまはハイミス管理職2」（1990年5月28日）
  - 「浅見光彦5 城崎殺人事件」（1995年10月30日） - 天沢まゆ子 役
  - 「税務調査官・窓際太郎の事件簿6」（2001年2月5日） - 矢野妙子 役
- 三婆'91（1991年1月4日、テレビ東京）
- 七人の女弁護士（1991年1月10日 - 3月28日、テレビ朝日） - 清水真琴 役
- 朝の連続ドラマ「華の宴」（1991年9月30日 - 1992年3月27日、読売テレビ） - 主演・田代和子 役
- 金曜ドラマシアター「今、ときめいて白きランナー」（1992年7月31日、フジテレビ）
- 不思議サスペンス「汽笛」（1992年8月31日、関西テレビ・東宝）
- 世にも奇妙な物語 第3シリーズ「髪」（1992年9月10日、フジテレビ） - 主演・江利子 役
- 土曜ワイド劇場「牟田刑事官事件ファイル17」（1992年10月10日、テレビ朝日） - 谷沢美奈 役
- 銭形平次（フジテレビ）
  - 第2シリーズ 第13話「油まみれの死体」（1992年10月28日） - おきみ 役
  - 第4シリーズ 第15話「刑場の花嫁」（1994年） - おみの 役
- 年末時代劇スペシャル「ねずみ小僧次郎吉」（1992年12月25日、TBS） - お美代 役
- 悪魔のKISS（1993年7月7日 - 9月22日、フジテレビ） - 水谷洋子 役
- ご存知!旗本退屈男 天下御免の巨悪斬り!大江戸に史上最大の危機迫る、花に嵐か?競艶三人の美女!（1994年1月3日、テレビ朝日） - 菊路 役
- 殿さま風来坊隠れ旅（1994年4月2日 - 10月1日、テレビ朝日） - 鶴姫 役
- サザエさん4（1994年4月7日、フジテレビ）
- 水戸黄門 （TBS・C.A.L）
  - 第23部 第7話「偽りの武士道・上田」（1994年9月12日） - 菊乃 役
  - 第25部 第28話「八が恋した美人妻・新潟」（1997年7月7日） - お小夜 役
  - 第28部 第7話「あっ! 印籠がない・袋井」（2000年4月24日） - おまさ 役
- 暴れん坊将軍（テレビ朝日）
  - 暴れん坊将軍VI 第23話「剣難女難の恋指南」（1995年） - 琴姫 役
  - 暴れん坊将軍IX 第13話「襲われた寝室!吉宗を狙うお姫様」（1999年） - 佐知 役
  - 暴れん坊将軍X 第1話「吉宗爆殺! 都から来た美しき刺客」（2000年） - 秋野 役
- 江戸の用心棒 第1シリーズ 第13話「天下を分けた女の斗い」（1994年、日本テレビ・ユニオン映画） - おしげ 役
- 妹よ（1994年10月17日 - 12月19日、フジテレビ） - 神崎初恵 役
- 僕らに愛を!（1995年4月17日 - 6月26日、フジテレビ） - 佐野未香 役
- 外科医柊又三郎（1995年7月6日 - 9月28日、テレビ朝日） - 水野文 役
- 京の刺客（1996年3月30日、テレビ朝日）
- 炎の消防隊（1996年4月11日 - 6月20日、テレビ朝日） - 吉川桃代 役
- フェイス（1997年7月1日 - 9月16日、関西テレビ） - 浅野五月 役
- ラブジェネレーション 最終話（1997年12月22日、フジテレビ） - 上杉理子の姉 役 
  - ラブジェネレーション'98（1998年4月6日、フジテレビ）
- 隠密奉行朝比奈 第1シリーズ 第2話「萩焼きの女 秋吉台の決闘」（1998年6月24日、フジテレビ） - おえん 役
- shin-D「マネートークス」（1998年、日本テレビ）
- 金曜エンタテイメント（フジテレビ）
  - 「ニュースキャスター沢木麻沙子」（1998年11月6日） - 森冬子 役
  - 「京都・呪いの十二単衣殺人事件」（2000年2月4日）
  - 「山村美紗サスペンス 赤い霊柩車シリーズ13 函館立待岬 喪服の花嫁」（2000年10月13日、フジテレビ） - 藤村由紀江 役
- 幸せづくり（1999年1月4日 - 4月2日、東海テレビ） - 主演・早川紀子 役
- はみだし刑事情熱系 PART4 第4話「魔の殺人トリック! 狙われた女キャリア」（1999年10月27日、テレビ朝日） - 四宮香織 役
- 旗本退屈男 第8話「黄金伝説の謎」（2001年、フジテレビ・東映） - おみつ 役

### バラエティ
- 大阪ほんわかテレビ（読売テレビ） - 客室乗務員・飛麗美野いづみ 役

### 舞台
- 火の鳥（1989年2月8日 - 28日、全労済ホール スペース・ゼロ・共演：沖田浩之、隆大介）

### CM
- ポーラ「DAY+DAY」 - 五十嵐淳子と共演。
- 三菱石油（現：ENEOS）「オルビス グランZ」（1987年）、「スーパープレミアムガソリン Z100」 - 同社のイメージガールを兼任したため、テレホンカードが多く製作され[注 1]、それに併せて店頭用ポスター（用紙のサイズはB1）も製作された。
- 永谷園「おとなのおにぎり」（1990年 - 1992年）、「永谷園のおくりもの」（1990年）、「おとなのふりかけ」（1991年） - 各CMで中村橋之助（現・中村芝翫）と共演した。

## ディスコグラフィ

### シングル
1. スカイバレー（1987.07.21）
（c/w）未完成
2. エスケイプ!　（1987.11.25）　フジテレビ系ドラマ『少女コマンドーIZUMI』挿入歌
（c/w）さよならの迷路
3. 素直になれなくて（1988.02.17） フジテレビ系ドラマ『少女コマンドーIZUMI』主題歌（第11話 - 最終話）
（c/w）あなたを見ていたい
4. TOUGH BOY（1988.08.21）
（c/w）夏の狙撃手（サマースナイパー）
5. COSMOS ～「火の鳥」愛のテーマ（1989.02.01）
（c/w）スカイバレー (Special Wind Mix)

### アルバム
- IZUMI（1987.12.05）
  - 1.「金色のレクイエム」
  - 2.「アウトローは泣かない」
  - 3.「エスケイプ!」
  - 4.「幻のステアウェイ」
  - 5.「さよならの迷路」
  - 6.「スカイバレー」
  - 7.「Rain,insane〜私は泣かない〜」
  - 8.「パラダイス」
  - 9.「未完成」
  - 10.「Friendship」
- ゴールデン☆ベスト（2012.02.08）
  - デビュー曲「スカイバレー」から「COSMOS」までの全シングルおよび、アルバム「IZUMI」収録曲まで、テイチクに残された楽曲16曲を全て収録。

### その他楽曲
- 夢中でいさせて～翔子のテーマ～（1987.3.25）「ビー・バップ・ハイスクール　高校与太郎行進曲　オリジナル・サウンドトラック」に収録。「翔子」名義。

## 写真集
- KISS OF FIRE（1988年3月10日、ワニブックス・撮影：橋本雅司）ISBN 978-4-8470-2074-2
- Ilusion（1989年2月10日、近代映画社・撮影：本間寛）ISBN 4764815583